# 上饭岛站

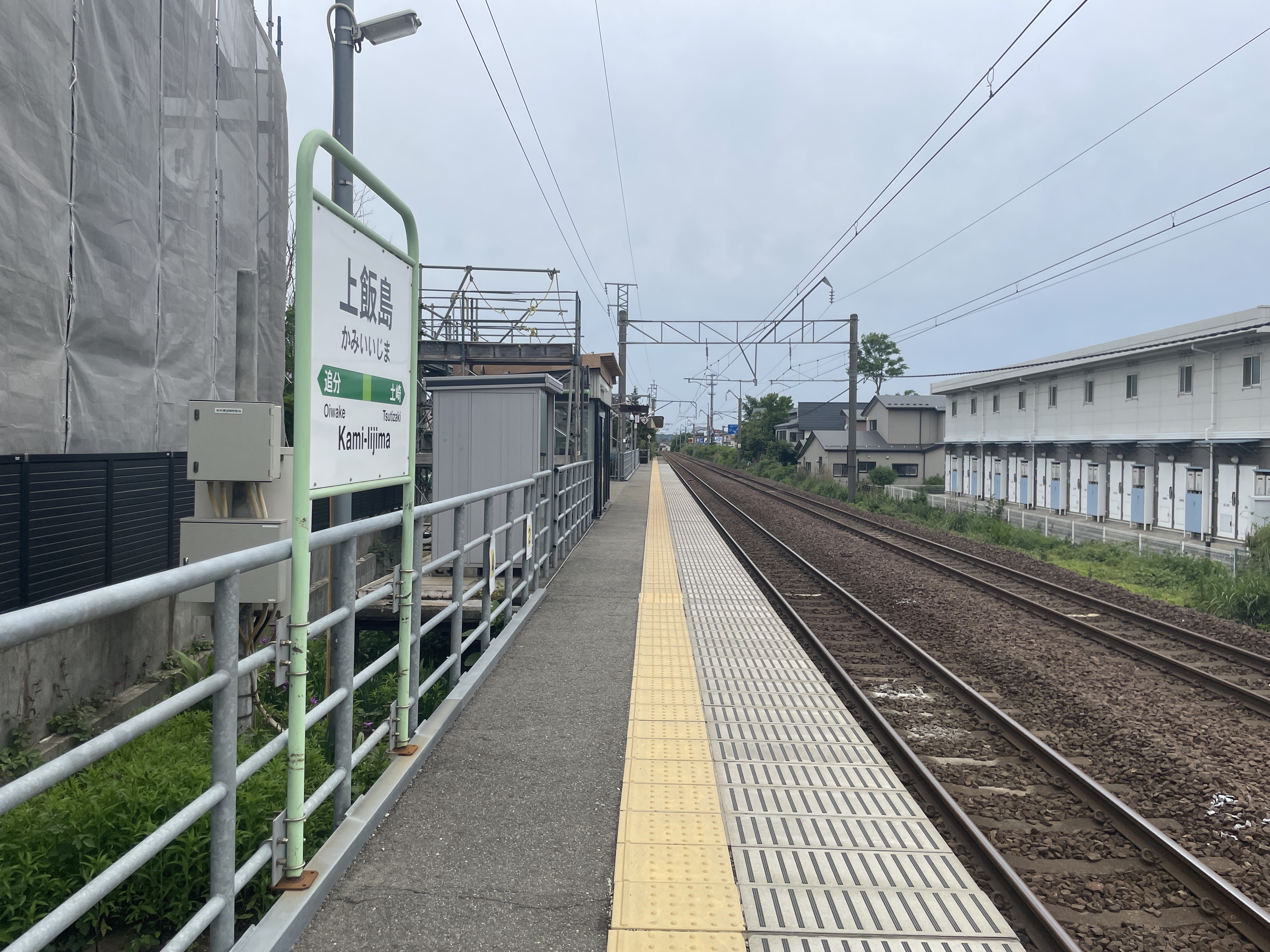
上行月台（2023年6月）

上饭岛站（日语：／ Kami-Iijima eki */?）是位於秋田县秋田市飯島鼠田，屬於东日本旅客铁道（JR東日本）奧羽本線的鐵路車站。本站是由土崎站管理的無人站。

## 車站結構

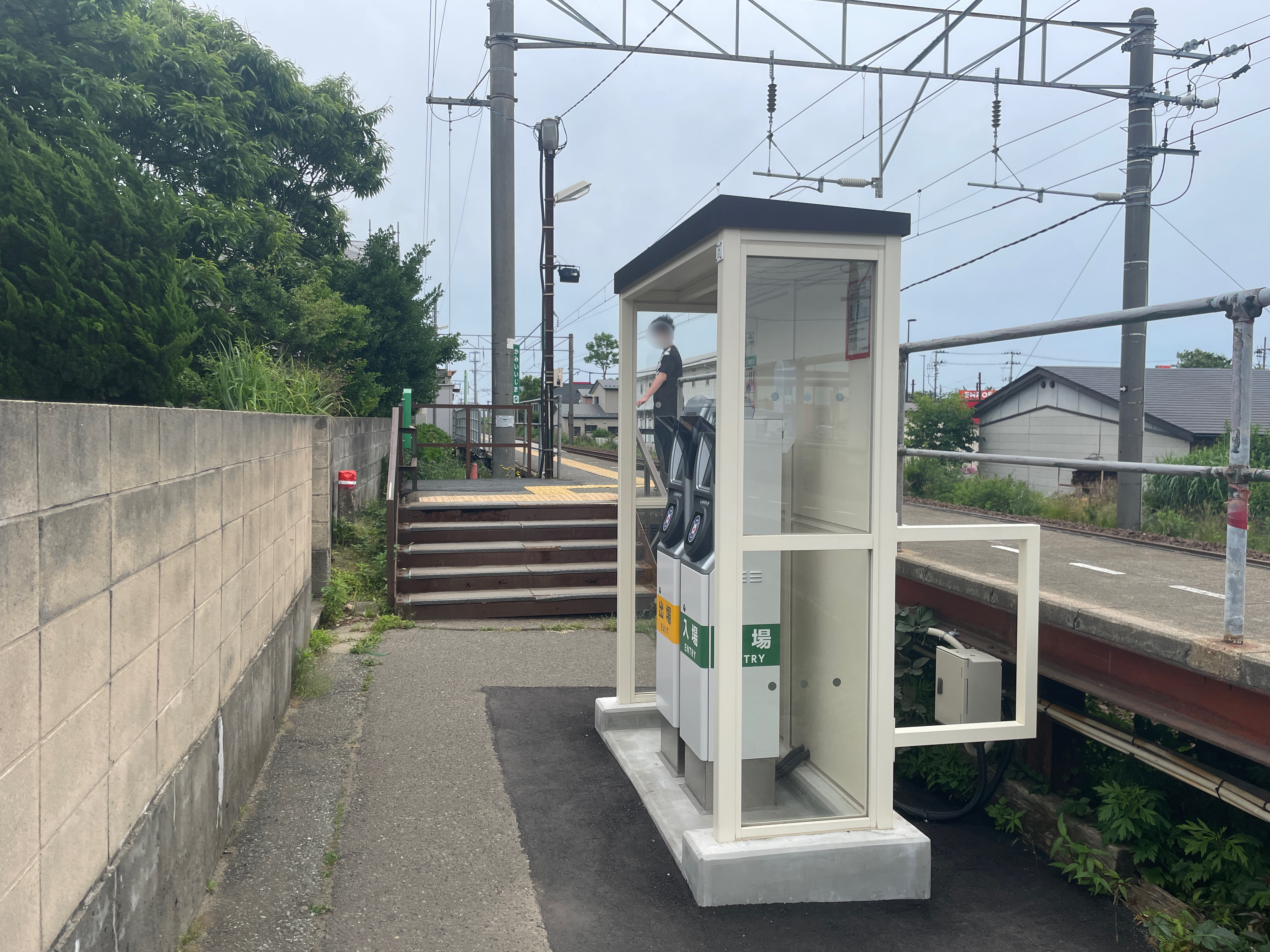
上行月台的驗票口（2023年6月）

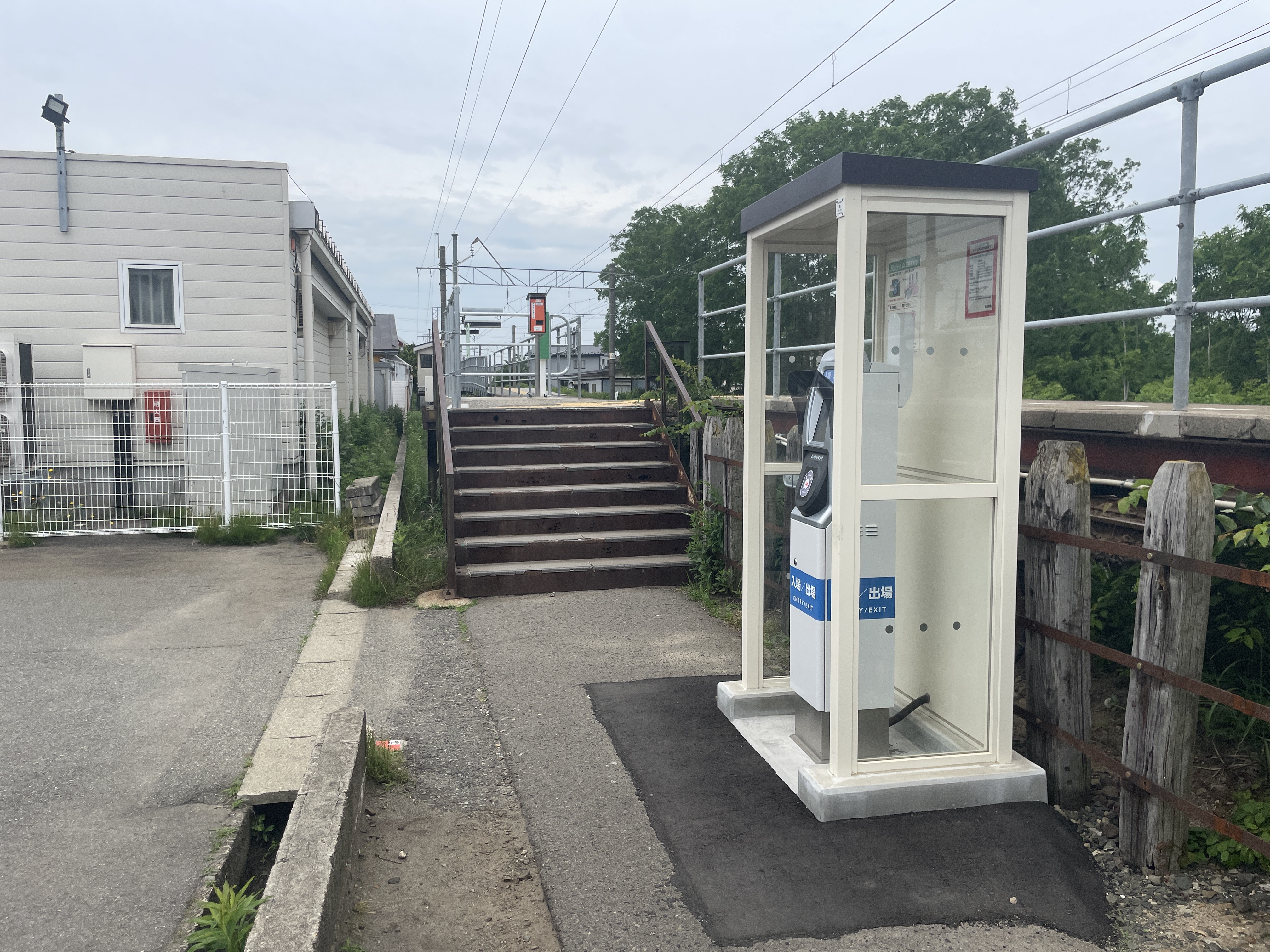
下行月台的驗票口（2023年6月）

本站現時採用簡易車站模式，沒有設置站房。

### 站台配置

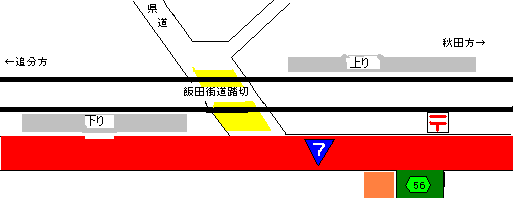
上飯島站配置圖

採用千鳥式月台設計的側式站台2座。两站台通过站外秋田县道112号久保秋田線线黑川街道道口连结。
| 站台 | 路线                    | 方向 | 目的地           |
| ---- | ----------------------- | ---- | ---------------- |
| 西側 | ■奥羽本线               | 下行 | 東能代、弘前方向 |
| 西側 | ■男鹿线                 | 下行 | 男鹿方向         |
| 東側 | ■奥羽本线 （含■男鹿线） | 上行 | 秋田、大曲方向   |

## 历史
- 1944年9月28日：作为国有铁道上饭岛信号场投入运营[1]。
- 1949年7月11日：信号场废弃。
- 1954年4月10日：重新设置信号场。
- 1964年2月10日：由信号场升级为上饭岛站。
- 1965年8月10日：举行开业纪念碑揭幕式[2]。
- 1987年4月1日：国铁分割民营化后成为JR东日本车站。
- 2018年3月17日：成为快速列车停靠车站[3]。
- 2023年5月27日：支持使用Suica[4][5]。

## 相鄰車站
東日本旅客鐵道
■奥羽本線、■男鹿线（秋田站 - 追分站间为奥羽本線）
□快速、■普通
土崎－上饭岛－追分

## 外部連結
- JR東日本上飯島站 （页面存档备份，存于）（日語）